# 두칼레 궁전 (모네)
두칼레 궁전(프랑스어: Le Palais Ducal)은 프랑스의 인상파 화가 클로드 모네가 1908년 이탈리아 베네치아를 방문하여 그린 두칼레궁의 모습을 담은 풍경화이자, 회화 연작의 제목이다.

## 상세
모네는 1908년 10월부터 12월까지 이탈리아 베네치아에 3개월간 체류하면서 여러 시점에서 본 두칼레궁의 모습을 화폭에 담았다. 이 가운데〈두칼레 궁전〉이라 하면 궁전 건물 전체를 크게 담은 3점의 그림을 가리키는데, 모두 석호에 정박한 선박 위에서 그려진 작품이다. 세 작품 가운데 첫번째는 미국의 아델 허버트 J. 클래퍼 컬렉션에, 두번째는 미국 브루클린 박물관에, 세번째는 1920년대부터 영국 고리츠 가문의 개인 소장품이었다가 2019년 2월 소더비 경매에 출품됐다. 빌덴슈타인 색인번호상으로는 W1742~W1744로 매겨져 있다.
작품 자체는 인상주의 사조를 따른 그림으로서 밝은 분홍색, 노란색, 파란색을 바탕으로 따스한 빛과 함께 얼룩덜룩한 붓놀림으로 그려진 작품이다. 그림 전반의 구성은 대략 두 개의 수평 영역으로 나뉜다. 상단부는 베네치아의 고딕 건축이 돋보이는 궁전 외벽의 분홍색과 흰색 다이아몬드 패턴의 석조물이 묘사되어 있으며, 아래쪽은 기둥형 아케이드와 아치형 창문이, 위쪽에는 푸른 하늘이, 왼쪽에는 산마르코 광장의 베네치아의 사자 기둥이, 오른쪽에는 폰테 델라 팔리아와 프리조니 누오베 감옥 건물이 그려져 있다. 그림 하단부에는 베네치아 석호의 물결과 반사된 건물들의 모습으로 가득 차 있다.
첫 방문 후 모네는 베네치아를 다시 방문하고자 하였으나, 둘째 아내인 알리스 오슈데가 병에 걸리면서 여행을 할 수 없게 되었다. 모네는 프랑스 지베르니의 자택으로 돌아온 뒤로도 베네치아 그림의 작업을 계속해 나갔으며, 1912년 5월 베르넴죈 갤러리 전시에서 베네치아 연작을 처음으로 공개하여 비평가들의 찬사를 받았다. 동료 화가 폴 시냐크는 이 그림을 모네의 가장 위대한 업적으로 평가했다.

## 작품 목록
다음은 두칼레 궁전 연작에 속하는 3개 작품의 목록이다.
| 그림                        | 연도   | 색인번호 | 크기        | 소장처          | 그림 |
| --------------------------- | ------ | -------- | ----------- | --------------- | ---- |
| 두칼레 궁전 Le Palais Ducal | 1908년 | (W.1742) | 73cm × 92cm | 개인 소장       |      |
| 두칼레 궁전 Le Palais Ducal | 1908년 | (W.1743) | 81cm × 99cm | 브루클린 미술관 |      |
| 두칼레 궁전 Le Palais Ducal | 1908년 | (W.1744) | 81cm × 93cm | 개인 소장       |      |

첫번째 그림(W1742)은 1912년 파리의 베르넴죈 갤러리 전시에서 공개되었으며, 1917년 뒤랑뤼엘 갤러리를 거쳐 뇌샤텔의 피에르 뒤베이 (Pierre Dubeid)가 구입하였다. 이후 독일 뮌헨의 카스파리 갤러리를 거쳐 베를린의 유대인 유통업자 막스 엠덴 (Max Emden)이 구입하였다. 1930년대 나치의 유대인 박해 과정에서 엠덴이 소유하고 있던 미술작품들은 스위스 딜러를 통해 판매되었다고 하나 상세한 전말은 불분명하다. 판매 직후 스위스 취리히 퀴스나흐트의 헤르만 뤼첸스 (Hermann Lütjens)의 개인소장품이 되었으며, 독일 소설가 에리히 마리아 레마르크가 다시 구입하여  1959년까지 이탈리아 로카르노의 개인소장품으로 보관되어 있었다. 레마르크 사후 1979년 부인 폴렛 고더드에 의해 미국 뉴욕에서 판매되었고, 1980년 한 딜러가 이를 입수하여 아델 허버트 J. 클래퍼에게 판매했다. "Claude Monet 1908"이라는 서명과 날짜가 적혀 있다. 2011년까지 클래퍼 부부의 개인소장품으로 있었던 사실이 확인되며, 허버트는 1999년에, 아델은 2018년에 각각 사망하였다. 2018년 11월 뉴욕 크리스티 경매에서 이들 부부의 소장품 일부가 부쳐졌으나 이 작품만은 예외로 두었다.
두번째 그림(W1743)은 미국 브루클린 미술관에 소장되어 있다. 1920년 미국의 의사 아서 브루스터 에몬스 (Arthur Brewster Emmons)가 소장하고 있었으나 다른 모네 작품과 함께 뉴욕 경매에 내놓았다는 기록이 전해진다. 경매 당시 미국의 사업가이자 미술수집가인 애런 오거스터스 힐리 (Aaron Augustus Healy)가 구입하였으며 사망 1년 전 브루클린 박물관에 기증하였다.
세번째 그림(W1744)은 1912년 베르넴죈 갤러리 전시에 출품되었으며, 1914년 독일 베를린의 파울 카시러에게 위탁되었다가 1918년 한스 벤틀란트에게 판매되었다. 이후 1926년 탄하우저 갤러리를 거쳐 독일의 의류사업가이자 미술수집가인 에리히 괴리츠 (Erich Goeritz)가 구매하였으며, 1930년대에 괴리츠 본인이 영국으로 이민을 가서 그곳에 머물렀다. 1946년부터 1950년까지 토론토 미술관에 대여되었으며, 1955년 에리히 괴리츠 사망 후 그의 아들 토마스 괴리츠 (Thomas Goeritz)가 물려받았다. "Claude Monet 1908"이라는 서명과 날짜가 적혀 있다. 2019년 2월 괴리츠 가문의 후손들이 런던 소더비 경매에 내놓아 2,750만 파운드에 판매되어 모네의 베네치아 연작 가운데 경매 최고 기록을 세웠다. 경매가 이뤄질 당시 영국 디지털·문화·미디어·스포츠부는 예술작품 수출심사위원회의 권고에 따라 해당 작품의 영국 내 인수자가 등장할 수 있도록 수출허가를 일시 보류하기도 했다.

## 유사 작품

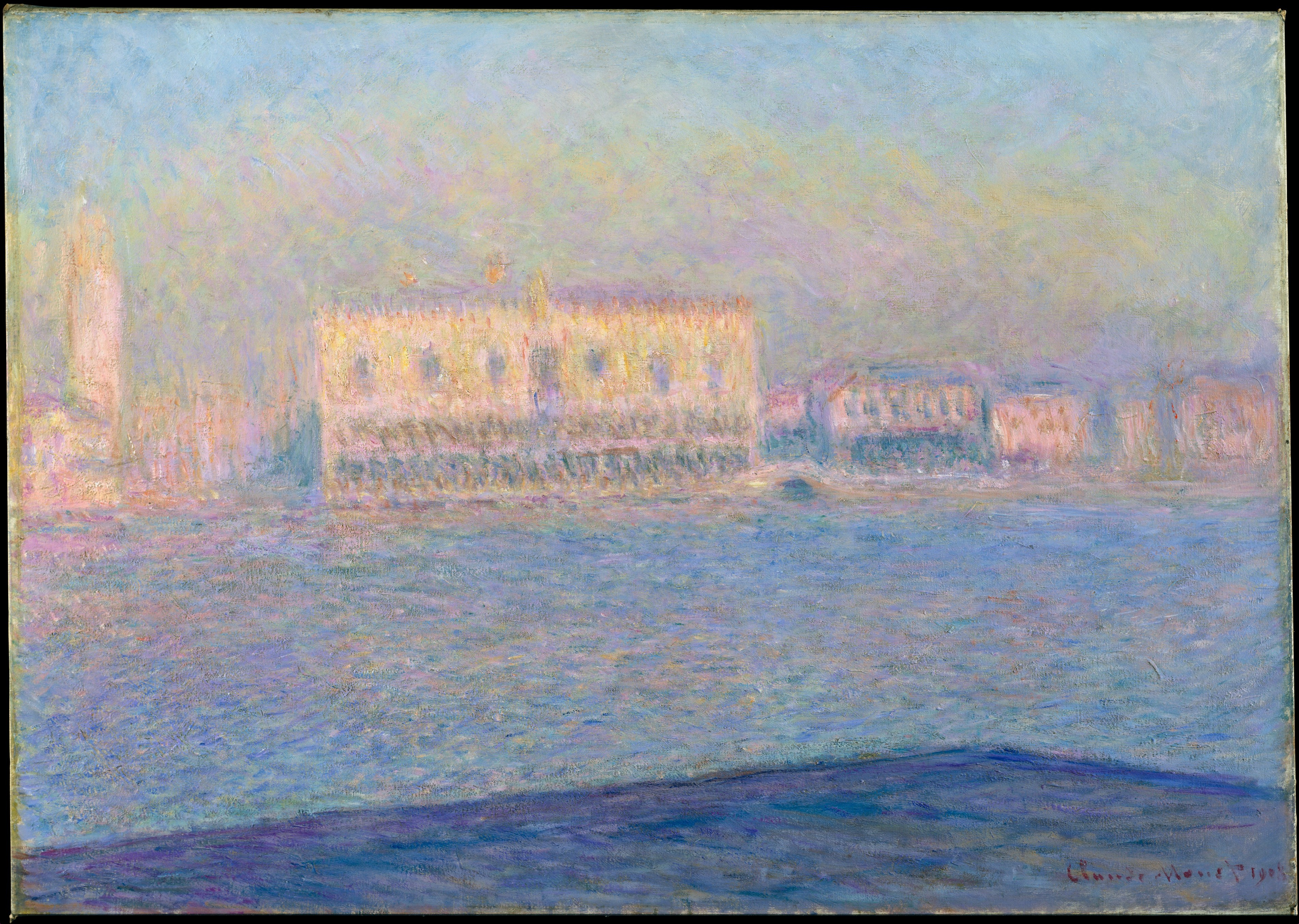
〈산조르조마조레에서 바라본 두칼레 궁전〉, 메트로폴리탄 미술관 소장 (W1755)

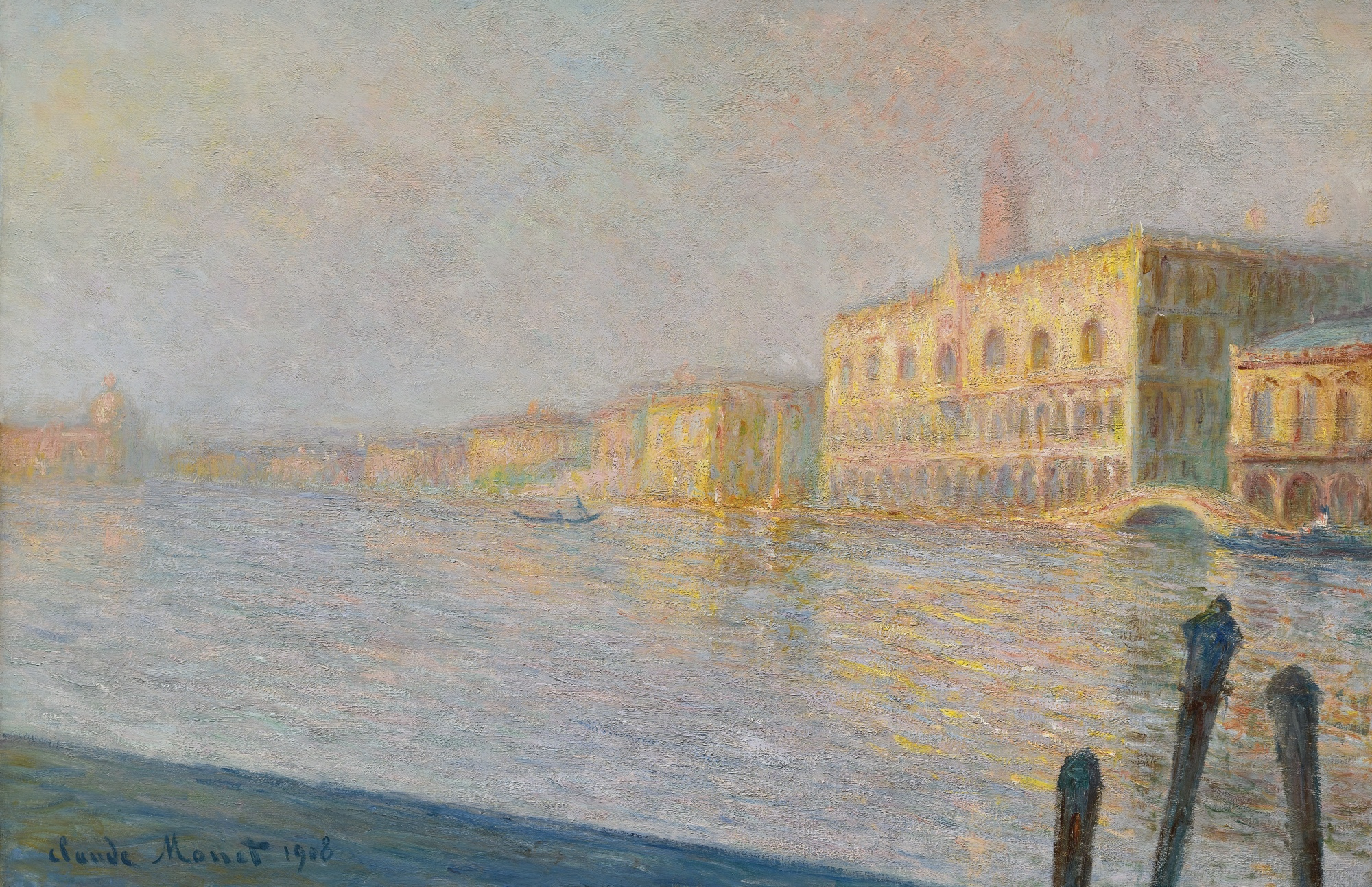
〈두칼레 궁전〉, 하소 플라트너 컬렉션, 바르베리니 박물관 소장 (W1770)

1908년 베네치아 방문 당시 모네는 똑같이 두칼레궁을 소재로 하였으나 시점은 멀리서 바라보는 그림도 그렸는데, 이 가운데 총 6점이 존재하는 〈산조르조마조레에서 바라본 두칼레 궁전〉(W1751~W1756) 연작이 유명하다. 이 그림은 팔라디오의 산조르조마조레 수도원 교회 앞 광장에서 바치노 디 산마르코 운하를 가로질러 바라본 풍경을 담은 것이다.
또 하나로 동쪽에서 비스듬히 바라본 시점의 두칼레궁을 그린 연작이 존재한다. 이 중 한 점도 벤트란트와 에리히 괴리츠가 소유하였으나 1928년경 야코프 골트슈미트에게 팔렸으며, 나치 정권에 의해 압수되었다가 제2차 세계 대전 이후 에르빈 골드슈미트가 회수하여 2015년 소더비 경매에서 개인 수집가에게 2,300만 달러에 판매되었다. 당시 구매자는 훗날 독일의 억만장자 하소 플라트너로 밝혀졌는데, 2017년 독일 포츠담에 개관한 네오바로크 양식의 바르베리니 박물관의 설립을 주도하였다. 이곳에는 플라트너가 새로 수집한 프랑스의 인상파와 후기 인상파 회화 컬렉션이 소장되어 있다.

## 같이 보기
- 클로드 모네의 작품 목록
- 두칼레궁

### 참고 문헌
- The Doge's Palace (Le Palais ducal), Brooklyn Museum
- Claude Monet view of the Doge’s Palace in Venice sells for £24m at Sotheby’s, 26 February 2019
- Claude Monet’s Enchanting Vision of Venice to Appear at Auction for the First Time, Sotheby's, 21 December 2018
- Claude Monet, Le Palais Ducal, Sotheby's, 26 February 2019, W1744
- Adelphi to exhibit works by Monet from the Adele and Herbert J. Klapper Collection, Adelphi University, April 11, 2011
- ‘A great collectors’ partnership’: The Collection of Herbert and Adele Klapper, Christie's, 2018
- Monet's £28m masterpiece blocked from leaving UK by government, BBC News, 9 August 2019
- Spellbinding Monet work worth £28 million at risk of being lost, gov.uk, 9 August 2019
- Remarque and his art collection: ‘In order that each day may be filled to the brim with beauty’
- Paulette Goddard Art Collection Is Auctioned for $3.1 Million, New York Times, November 8, 1979
- Claude Monet (1840-1926): A Tribute to Daniel Wildenstein and Katia Granoff, p. 326
- Claude Monet, Le Palais Ducal, Sotheby's, 5 May 2015, W1770
- The Magic of Light on Water in Monet's Venetian Masterpiece | Impressionist & Modern Art | Sotheby’s, Feb 18, 2019